# Собаки не носят штанов
«Собаки не носят штанов» (фин. Koirat eivät käytä housuja) — финский эротический чёрно-комедийный фильм режиссёра Юкка-Пекка Валькеапяя. Премьера состоялась в 2019 году на Международном Каннском кинофестивале.

## Сюжет
Спустя годы после гибели жены Юха всё никак не может прийти в себя и боится сближаться с людьми. Неожиданная встреча с Моной, которая любит доминировать над мужчинами, резко меняет его жизнь. Эмоционально опустошённый Юха вступает с Моной в тесную сексуальную и духовную связь, пытаясь вместе с ней отыскать путь к просветлению.

## В ролях
- Пекка Странг — Юха
- Криста Косонен — Мона
- Илона Хухта — Элли
- Яни Воланен — Поли
- Уна Айрола — Сату
- Иирис Анттила — Лавистая
- Эстер Гейслерова — Ваймо
- Эллен Карппо — Элли 4

## Критика
На веб-сайте-агрегаторе обзоров Rotten Tomatoes фильм имеет рейтинг одобрения 90 % на основе 30 обзоров со средней оценкой 7,5/10. Консенсус критиков веб-сайта гласит: «Собаки не носят штанов будут слишком интенсивными для многих зрителей, но те, кто может принять наказание, получат удовольствие от боли этой жестокой драмы».